# Eduard Koschwitz

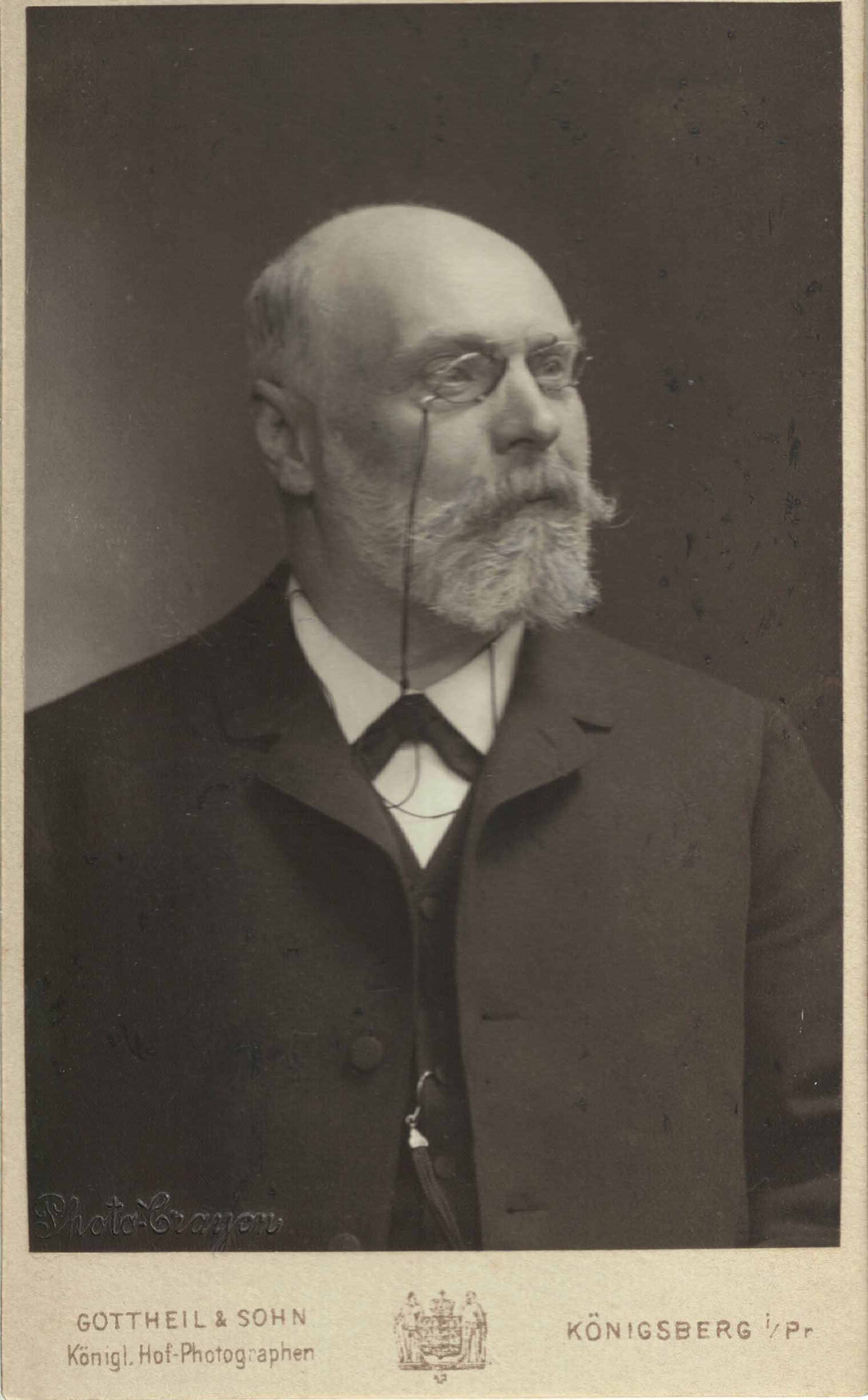
Eduard Koschwitz

Eduard Koschwitz (* 7. Oktober 1851 in Breslau; † 14. Mai 1904 in Königsberg i. Pr.) war ein deutscher Romanist, Mediävist, Provenzalist und Phonetiker.

## Leben und Werk
Eduard Koschwitz studierte Geschichte und Romanistik. 1875 wurde er von der Königlichen Universität zu Breslau mit einer von Gustav Gröber betreuten Dissertation über die altfranzösische Karlsreise promoviert. Zwei Jahre lang arbeitete er als Gymnasiallehrer. 1877 habilitierte er sich bei Eduard Böhmer in Straßburg, war dort Privatdozent und wurde 1880 als o. Professor für romanische Philologie nach Greifswald berufen, wo er 1894/95 Rektor war. Der Akademisch-Neuphilologische Verein Greifswald im WKV ernannte ihn zum Ehrenmitglied. 1896 ging er als Nachfolger von Edmund Max Stengel (der in Greifswald sein Nachfolger wurde) nach Marburg. Im selben Jahr wurde er Ehrenmitglied des dortigen Akademisch-Neuphilologischen Vereins, der späteren Marburger Burschenschaft Rheinfranken. 1901 wechselte er an die Albertus-Universität Königsberg.
Koschwitz’ besonderes Verdienst lag in der pionierhaften phonetischen und morphologischen Beschreibung der französischen Sprache seiner Zeit (teilweise in Zusammenarbeit mit dem französischen Phonetiker Abbé Jean Rousselot) und in der wissenschaftlichen Beachtung des Neuprovenzalischen, dessen Dichter Frédéric Mistral er persönlich kannte. Er engagierte sich für den Praxisbezug des Studiums, sowohl in der sprach- wie in der literaturwissenschaftlichen Komponente (Einbeziehung der neueren Literatur). Ab 1879 war er Herausgeber der Zeitschrift für neufranzösische Sprache und Literatur mit besonderer Berücksichtigung des Unterrichts im Französischen auf den deutschen Schulen (ab 1889 Z. f. französische Spr. u. Lit.). In Marburg hat er 1896 die Universitätsferienkurse, internationale Fortbildungskurse für Lehrer der neusprachlichen Schulfächer, ins Leben gerufen. 1902 gründete er die Zeitschrift für französischen und englischen Unterricht.

## Schriften (Auswahl)
- Ueberlieferung und Sprache der Chanson du voyage de Charlemagne à Jérusalem et à Constantinople. Eine kritische Untersuchung. Henninger, Heilbronn 1876, (Digitalisat).
- als Herausgeber: Sechs Bearbeitungen des altfranzösischen Gedichts von Karls des Grossen Reise nach Jerusalem und Constantinopel. Henninger, Heilbronn 1879, (Digitalisat).
- als Herausgeber: Les plus anciens monuments de la langue française. Henninger, Heilbronn 1879, (Digitalisat; mehrere Auflagen).
- als Herausgeber: Karls des Grossen Reise nach Jerusalem und Constantinopel. Ein altfranzösisches Gedicht des XI. Jahrhunderts (= Altfranzösische Bibliothek. 2, ZDB-ID 502490-0). Henninger, Heilbronn 1880, (Digitalisat; mehrere Auflagen).
- als Herausgeber mit Wendelin Foerster: Altfranzösisches Übungsbuch. Zum Gebrauch bei Vorlesungen und Seminarübungen. Theil 1: Die ältesten Sprachdenkmäler. Henninger, Leipzig 1884, (Digitalisat).
- Commentar zu den ältesten französischen Sprachdenkmälern. (Band) 1: Eide, Eulalia, Jonas, Hohes Lied, Stephan (= Altfranzösische Bibliothek. 10). Henninger, Heilbronn 1886, (Digitalisat).
- Neufranzösische Formenlehre nach ihrem Lautstande dargestellt. Franck, Oppeln u. a. 1888, (Digitalisat).
- Grammatik der neufranzösischen Schriftsprache. (16.–19. Jahrhundert). Theil 1[3]: Lautlehre. Franck, Oppeln u. a. 1889, (Digitalisat).
- Zur Aussprache des Französischen in Genf und Frankreich (= Zeitschrift für französische Sprache und Literatur. Supplementheft. 7, ZDB-ID 200215-2). Gronau, Berlin 1892, (Digitalisat).
- Les parlers parisiens d'après les témoignages de MM. de Bornier, Coppée, A. Daudet, Desjardins, Got, d'Hulst, le P. Hyacinthe, Leconte de Lisle, G. Paris, Renan, Rod, Sully-Prudhomme, Zola, et autres. Anthologie phonétique. Welter, Paris 1893, (Digitalisat; mehrere Auflagen).
- Grammaire historique de la langue des félibres. Abel u. a., Greifswald u. a. 1894, (Digitalisat).
- Ueber die provenzalischen Feliber und Ihre Vorgänger. Rede bei der Uebernahme des Rektorats gehalten in der Aula der Universität Greifswald am 11. Mai 1894. Gronau, Berlin 1894, (Digitalisat).
- Französische Volksstimmungen während des Krieges 1870/71. Salzer, Heilbronn 1894, (Französische Ausgabe: Les Français avant, pendant et après la guerre de 1870–1871. Étude psychologique basée sur des documents français. Traduction française par Jules Félix. Welter, Paris u. a. 1897, (Digitalisat)).
- Anleitung zum Studium der französischen Philologie für Studierende, Lehrer und Lehrerinnen. Elwert, Marburg 1897, (Digitalisat; in englischer Sprache: The Study of Colloquial and Literary French. A Manuel for Students and Teachers. Adapted from the German of Eduard Koschwitz by P. Shaw Jeffrey. Whittaker, New York NY 1899; in russischer Sprache: Эдуард Кошвиц: Руководство к изучению французской филологии (для студентов, учителей и учительниц). Т-ва Общественная Польза, Санкт-Петербург 1899).
- als Herausgeber: Mirèio. Poème provençal de Frédéric Mistral. Avec un glossaire par Oskar Hennicke. Elwert u. a., Marburg u. a. 1900, (online).
- als Bearbeiter: Karl Bartsch: Chrestomathie provençale. (Xe–XVe siècles). 6e édition entièrement refondue. Elwert, Marburg 1904, (Digitalisat).